# Terra Indígena Baú
A Terra Indígena Baú é uma terra indígena localizada no estado brasileiro do Pará. Regularizada e tradicionalmente ocupada, tem uma área de 1 540 930 hectares e uma população de 188 pessoas, do povo Kayapó.